# 帕斯卡·孔达波尼
帕斯卡·孔达波尼（Pascal Naftali Kondaponi，1980年12月26日—），尼日利亚足球运动员，司职前鋒，现效力于中超球队青岛中能。